# Jarosław Demin
Jarosław Demin (ur. 30 sierpnia 2005 w Moskwie) – rosyjski tenisista, zwycięzca juniorskiego French Open w grze podwójnej chłopców.

## Kariera tenisowa
W 2022 zadebiutował w cyklu ITF Men’s Circuit, a w 2023 w turnieju głównym ATP Challenger Tour.
Startując w rozgrywkach juniorów, Jarosław Demin w 2023 roku zwyciężył w French Open w grze podwójnej chłopców, grając w parze z Rodrigo Pacheco Méndezem. W finale pokonali Włochów Lorenza Sciahbasiego i Gabriele Vulpittę.
Podczas Wimbledonu 2023 osiągnął finał turnieju gry pojedynczej chłopców. W finałowym meczu przegrał z Brytyjczykiem Henrym Searlem.
W rankingu gry pojedynczej najwyżej był na 1240. miejscu (24 kwietnia 2023), a w zestawieniu gry podwójnej na 1305. pozycji (20 lutego 2023).

### Finały juniorskich turniejów wielkoszlemowych

#### Gra pojedyncza (0-1)
| Końcowy wynik | Nr | Data          | Turniej           | Nawierzchnia | Przeciwnik   | Wynik finału |
| ------------- | -- | ------------- | ----------------- | ------------ | ------------ | ------------ |
| Finalista     | 1. | 16 lipca 2023 | Wimbledon, Londyn | Trawiasta    | Henry Searle | 4:6, 4:6     |

#### Gra podwójna (1–0)
| Końcowy wynik | Nr | Data            | Turniej            | Nawierzchnia | Partner                | Przeciwnicy                         | Wynik finału |
| ------------- | -- | --------------- | ------------------ | ------------ | ---------------------- | ----------------------------------- | ------------ |
| Zwycięzca     | 1. | 10 czerwca 2023 | French Open, Paryż | Ceglana      | Rodrigo Pacheco Méndez | Lorenzo Sciahbasi Gabriele Vulpitta | 6:2, 6:3     |